# Emilia Mikue Ondo
Emilia Mikue Ondo (ur. 20 grudnia 1984) – lekkoatletka z Gwinei Równikowej, specjalizująca się w biegu na 800 metrów, olimpijka.
Swoją międzynarodową karierę sportową Mikue Ondo zaczęła w 2004 r. od występu na letnich igrzyskach olimpijskich w Atenach. Jednocześnie była najmłodszą zawodniczką w reprezentacji Gwinei Równikowej, mając zaledwie 19 lat. Została wybrana chorążym swojego kraju podczas ceremonii otwarcia igrzysk. W swojej koronnej konkurencji, biegu na 800 m, w 4. biegu eliminacyjnym zajęła 7. pozycję, przez co nie awansowała do kolejnej fazy zawodów. W 2007 roku wzięła udział w mistrzostwach świata w biegach przełajowych w Mombasie, gdzie w biegu seniorek zajęła 82. pozycję. Kilka miesięcy później wystartowała w mistrzostwach świata w Osace, gdzie kolejny raz nie przebrnęła eliminacji biegu na 800 m. W 2008 r., mimo nieuzyskania odpowiedniego minimum na igrzyska olimpijskie do Pekinu, dostała dziką kartę od organizatorów, przez co mogła uczestniczyć w zawodach. Dodatkowo, po raz kolejny została wybrana chorążym swojego kraju na czas trwania igrzysk. Na samych igrzyskach zajęła 6. pozycję w 4. biegu eliminacyjnym na 800 m, zdobywając tym samym 38. miejsce w gronie 39 zawodniczek, które ukończyły rywalizację. 
Jest rekordzistką Gwinei Równikowej w biegu na dystansie 800 m. 

## Osiągnięcia
| Rok  | Impreza                                   | Miejsce | Konkurencja        | Lokata      | Wynik   |
| ---- | ----------------------------------------- | ------- | ------------------ | ----------- | ------- |
| 2004 | Igrzyska olimpijskie                      | Ateny   | bieg na 800 metrów | eliminacje  | 2:22,88 |
| 2007 | Mistrzostwa świata w biegach przełajowych | Mombasa | bieg seniorek      | 82. miejsce | 37:43   |
| 2007 | Igrzyska afrykańskie                      | Algier  | bieg na 800 metrów | eliminacje  | 2:17,25 |
| 2007 | Mistrzostwa świata                        | Osaka   | bieg na 800 metrów | eliminacje  | 2:15,72 |
| 2008 | Igrzyska olimpijskie                      | Pekin   | bieg na 800 metrów | eliminacje  | 2:20,69 |
| 2009 | Igrzyska luzofonii                        | Lizbona | bieg na 800 metrów | –           | DSQ     |

## Rekordy życiowe
- bieg na 800 metrów – 2:15,72 (25 sierpnia 2007, Osaka) rekord Gwinei Równikowej.